# 潘奇什涅
48°39′21″N 29°33′15″E / 48.65583°N 29.55417°E
潘奇什涅（烏克蘭語：Панчишине），是烏克蘭的村落，位於該國西南部文尼察州，由海辛區負責管轄，面積0.02平方公里，海拔高度231米，2001年人口15，人口密度每平方公里882.35人。